# José Manuel García Gómez
José Manuel García Gómez (Cádiz España  18 de noviembre de 1930 – 16 de febrero de 1994) fue un poeta y escritor español nacido en Cádiz. También fue narrador y ensayista. 
José Manuel García Gómez ha sido uno de los poetas gaditanos de mayor relevancia y actividad del pasado siglo.
Nacido en 1930 desarrolla muy pronto su vocación poética fundando en 1953 junto a otros poetas gaditanos la revista Caleta, una de las más conocidas revistas literarias de su tiempo. En ella se dieron cita las primeras firmas de la poesía española de su tiempo, desde Vicente Aleixandre a Gabriel Celaya. 
Desarrolló una labor muy activa en la cultura gaditana de posguerra, destacando entre otras su labor como defensor del patrimonio de la ciudad de Cádiz. Gracias a su tesón, junto al de otros compañeros estudiosos de Cádiz, no fue demolido el Arco de la Rosa (como era la intención municipal). 
En el año 1970 fundó el colegio Argantonio en Cádiz, y hasta su muerte en 1994 fue el director de este centro educativo.

## Obras publicadas
- En medio de las olas
- Cuatro canciones para Manuel de Falla
- Guía turística sobre Cádiz
- Guía turística sobre Huelva